# Badminton under sommer-OL 2016 - mixed double
Mix-doubleturnering i badminton under sommer-OL 2016 fandt sted 11. - 17. august 2016 i Rio de Janeiro.

## Format
Turneringen begyndte med indledende kampe: Udøverne blev splittet op i fire grupper og spillede mod de andre udøvere i sine egne grupper. De fire bedst doubler var seedede og var placeret i hver deres indledende gruppe. De to bedste doubler fra de indledende gruppekampe gik videre til kvartfinalerne. Den bedste double i hver gruppe gik til hver sin kvartfinale, mens de fire toere var gennem lodtrækning for at blive placeret i kvartfinalen. Herefter var der semifinaler, kamp om bronze samt finalen. 

## Seedet
I alt var fire par seedet i konkurrencen.
1. Zhang Nan / Zhao Yunlei (Bronze)
2. Ko Sung-hyun / Kim Ha-na (Kvartfinale)
3. Tontowi Ahmad / Liliyana Natsir (Guld)
4. Joachim Fischer / Christinna Pedersen (Gruppespil)

## Resultater[2]

### Gruppespil

#### Gruppe A
| Spillere                       | K | V | T | VS | TS | P |
| ------------------------------ | - | - | - | -- | -- | - |
| Zhang Nan / Zhao Yunlei        | 3 | 3 | 0 | 6  | 0  | 3 |
| Praveen Jordan / Debby Susanto | 3 | 2 | 1 | 4  | 3  | 2 |
| Lee Chun Hei / Chau Hoi Wah    | 3 | 1 | 2 | 3  | 4  | 1 |
| Michael Fuchs / Birgit Michels | 3 | 0 | 3 | 0  | 6  | 0 |

| Double 1                       | Resultat            | Double 2                       |
| ------------------------------ | ------------------- | ------------------------------ |
| Zhang Nan / Zhao Yunlei        | 21–19, 21–16        | Michael Fuchs / Birgit Michels |
| Praveen Jordan / Debby Susanto | 21–12, 19–21, 21–15 | Lee Chun Hei / Chau Hoi Wah    |
| Zhang Nan / Zhao Yunlei        | 21–16, 21–15        | Lee Chun Hei / Chau Hoi Wah    |
| Praveen Jordan / Debby Susanto | 21–16, 21–15        | Michael Fuchs / Birgit Michels |
| Zhang Nan / Zhao Yunlei        | 21–11, 21–18        | Praveen Jordan / Debby Susanto |
| Lee Chun Hei / Chau Hoi Wah    | 21–17, 21–14        | Michael Fuchs / Birgit Michels |

#### Gruppe B
| Spillere                              | K | V | T | VS | TS | P |
| ------------------------------------- | - | - | - | -- | -- | - |
| Robert Mateusiak / Nadieżda Zięba     | 3 | 2 | 1 | 4  | 4  | 2 |
| Xu Chen / Ma Jin                      | 3 | 2 | 1 | 5  | 4  | 2 |
| Chris Adcock / Gabrielle Adcock       | 3 | 1 | 2 | 4  | 5  | 1 |
| Joachim Fischer / Christinna Pedersen | 3 | 1 | 2 | 4  | 4  | 1 |

| Double 1                              | Resultat            | Double 2                          |
| ------------------------------------- | ------------------- | --------------------------------- |
| Xu Chen / Ma Jin                      | 13–21, 22–20, 21–15 | Chris Adcock / Gabrielle Adcock   |
| Joachim Fischer / Christinna Pedersen | 21–18, 23–21        | Robert Mateusiak / Nadieżda Zięba |
| Xu Chen / Ma Jin                      | 21–13, 9–21, 19–21  | Robert Mateusiak / Nadieżda Zięba |
| Joachim Fischer / Christinna Pedersen | 19–21, 24–22, 17–21 | Chris Adcock / Gabrielle Adcock   |
| Joachim Fischer / Christinna Pedersen | 24–22, 14–21, 16–21 | Xu Chen / Ma Jin                  |
| Chris Adcock / Gabrielle Adcock       | 21–18, –27, 9–21    | Robert Mateusiak / Nadieżda Zięba |

#### Gruppe C
| Spillere                          | K | V | T | VS | TS | P |
| --------------------------------- | - | - | - | -- | -- | - |
| Tontowi Ahmad / Liliyana Natsir   | 3 | 3 | 0 | 6  | 0  | 3 |
| Chan Peng Soon / Goh Liu Ying     | 3 | 2 | 1 | 4  | 2  | 2 |
| Bodin Issara / Savitree Amitrapai | 3 | 1 | 2 | 2  | 4  | 1 |
| Robin Middleton / Leanne Choo     | 3 | 0 | 3 | 0  | 6  | 0 |

| Double 1                          | Resultat     | Double 2                          |
| --------------------------------- | ------------ | --------------------------------- |
| Tontowi Ahmad / Liliyana Natsir   | 21–7, 21–8   | Robin Middleton / Leanne Choo     |
| Chan Peng Soon / Goh Liu Ying     | 21–13, 21–19 | Bodin Issara / Savitree Amitrapai |
| Tontowi Ahmad / Liliyana Natsir   | 21–11, 21–13 | Bodin Issara / Savitree Amitrapai |
| Chan Peng Soon / Goh Liu Ying     | 21–17, 21–15 | Robin Middleton / Leanne Choo     |
| Tontowi Ahmad / Liliyana Natsir   | 21–15, 21–11 | Chan Peng Soon / Goh Liu Ying     |
| Bodin Issara / Savitree Amitrapai | 21–13, 21–18 | Robin Middleton / Leanne Choo     |

#### Gruppe D
| Spillere                      | K | V | T | VS | TS | P |
| ----------------------------- | - | - | - | -- | -- | - |
| Ko Sung-hyun / Kim Ha-na      | 3 | 3 | 0 | 6  | 0  | 3 |
| Kenta Kazuno / Ayane Kurihara | 3 | 2 | 1 | 4  | 2  | 2 |
| Jacco Arends / Selena Piek    | 3 | 1 | 2 | 2  | 4  | 1 |
| Phillip Chew / Jamie Subandhi | 3 | 0 | 3 | 0  | 6  | 0 |

| Double 1                      | Resultat     | Double 2                      |
| ----------------------------- | ------------ | ----------------------------- |
| Kenta Kazuno / Ayane Kurihara | 21–14, 21–19 | Jacco Arends / Selena Piek    |
| Ko Sung-hyun / Kim Ha-na      | 21–10, 21–12 | Phillip Chew / Jamie Subandhi |
| Kenta Kazuno / Ayane Kurihara | 21–6, 21–12  | Phillip Chew / Jamie Subandhi |
| Ko Sung-hyun / Kim Ha-na      | 21–10, 21–10 | Jacco Arends / Selena Piek    |
| Ko Sung-hyun / Kim Ha-na      | 25–23, 21–17 | Kenta Kazuno / Ayane Kurihara |
| Jacco Arends / Selena Piek    | 21–15, 21–19 | Phillip Chew / Jamie Subandhi |

### Slutspil
|  | Kvartfinaler | Kvartfinaler                      | Kvartfinaler                    | Kvartfinaler                  | Kvartfinaler |                                 |                               | Semifinaler | Semifinaler | Semifinaler | Semifinaler | Semifinaler |  |  | Finale | Finale                          | Finale | Finale | Finale |
|  |              |                                   |                                 |                               |              |                                 |                               |             |             |             |             |             |  |  |        |                                 |        |        |        |
|  | A1           | Zhang Nan / Zhao Yunlei           | 21                              | 21                            |              |                                 |                               |             |             |             |             |             |  |  |        |                                 |        |        |        |
|  | D2           | Kenta Kazuno / Ayane Kurihara     | 14                              | 12                            |              |                                 |                               |             |             |             |             |             |  |  |        |                                 |        |        |        |
|  | D2           | Kenta Kazuno / Ayane Kurihara     | 14                              | 12                            |              | A1                              | Zhang Nan / Zhao Yunlei       | 16          | 15          |             |             |             |  |  |        |                                 |        |        |        |
|  |              |                                   |                                 |                               |              | A1                              | Zhang Nan / Zhao Yunlei       | 16          | 15          |             |             |             |  |  |        |                                 |        |        |        |
|  |              | C1                                | Tontowi Ahmad / Liliyana Natsir | 21                            | 21           |                                 |                               |             |             |             |             |             |  |  |        |                                 |        |        |        |
|  | C1           | C1                                | Tontowi Ahmad / Liliyana Natsir | 21                            | 21           | Tontowi Ahmad / Liliyana Natsir | 21                            | 21          |             |             |             |             |  |  |        |                                 |        |        |        |
|  | C1           |                                   |                                 |                               |              | Tontowi Ahmad / Liliyana Natsir | 21                            | 21          |             |             |             |             |  |  |        |                                 |        |        |        |
|  | A2           | Praveen Jordan / Debby Susanto    | 16                              | 11                            |              |                                 |                               |             |             |             |             |             |  |  |        |                                 |        |        |        |
|  |              |                                   |                                 |                               |              |                                 |                               |             |             |             |             |             |  |  | C1     | Tontowi Ahmad / Liliyana Natsir | 21     | 21     |        |
|  |              |                                   | C2                              | Chan Peng Soon / Goh Liu Ying | 14           | 12                              |                               |             |             |             |             |             |  |  |        |                                 |        |        |        |
|  | C2           | Chan Peng Soon / Goh Liu Ying     | 21                              | 21                            |              |                                 |                               |             |             |             |             |             |  |  |        |                                 |        |        |        |
|  | B1           | Robert Mateusiak / Nadieżda Zięba | 17                              | 10                            |              |                                 |                               |             |             |             |             |             |  |  |        |                                 |        |        |        |
|  | B1           | Robert Mateusiak / Nadieżda Zięba | 17                              | 10                            |              | C2                              | Chan Peng Soon / Goh Liu Ying | 21          | 21          |             |             |             |  |  |        |                                 |        |        |        |
|  |              |                                   |                                 |                               |              | C2                              | Chan Peng Soon / Goh Liu Ying | 21          | 21          |             |             |             |  |  |        |                                 |        |        |        |
|  |              | B2                                | Xu Chen / Ma Jin                | 12                            | 19           |                                 |                               |             |             |             |             |             |  |  |        |                                 |        |        |        |
|  | B2           | B2                                | Xu Chen / Ma Jin                | 12                            | 19           | Xu Chen / Ma Jin                | 21                            | 21          |             |             |             |             |  |  |        |                                 |        |        |        |
|  | B2           |                                   |                                 |                               |              | Xu Chen / Ma Jin                | 21                            | 21          |             |             |             |             |  |  |        |                                 |        |        |        |
|  | D1           | Ko Sung-hyun / Kim Ha-na          | 17                              | 18                            |              |                                 |                               |             |             |             |             |             |  |  |        |                                 |        |        |        |

| Bronzemedaljekamp |                         |    |    |  |  |  |  |
|                   |                         |    |    |  |  |  |  |
| A1                | Zhang Nan / Zhao Yunlei | 21 | 21 |  |  |  |  |
| B2                | Xu Chen / Ma Jin        | 7  | 11 |  |  |  |  |